# Valentina Vitale
Valentina Vitale (2 novembre 1984) è una surfista italiana.

## Carriera
Ha iniziato a praticare il surf all'età di diciotto anni e ha migliorato molto il suo livello viaggiando per il mondo (Australia, Indonesia, Costa Rica e America Centrale, Hawaii, Isole Canarie, Spagna, Francia, Marocco, Inghilterra). 
Ha vinto cinque volte il titolo di campionessa italiana shortboard, quinta classificata agli Europei di Surf 2015 a Casablanca (Marocco). Nel 2016 ha partecipato e vinto il talent show Italian Pro Surfer, svoltosi in Marocco. 
È laureata in lingue e civiltà Orientali presso l'Università la Sapienza di Roma.